# Clinteria hoffmeisteri
Clinteria hoffmeisteri är en skalbaggsart som beskrevs av White 1847. Clinteria hoffmeisteri ingår i släktet Clinteria och familjen Cetoniidae. Inga underarter finns listade i Catalogue of Life.